# 刘道明
刘道明（1957年—），湖北洪湖人，汉族，中华人民共和国政治人物、第十一届全国人民代表大会湖北地区代表。
毕业于武汉城市建设学院城市建设与管理专业，是中共党员。担任名流置业集团股份有限公司董事长。2008年起担任全国人大代表。